# Паштецкий, Владимир Степанович
Владимир Степанович Паштецкий (род. 14 июня 1961 года) — российский учёный, специалист в области общего земледелия, член-корреспондент РАН (2022).

## Биография
Родился 14 июня 1961 года в городе Джетыгара (Житикара) Костанайской области Казахской ССР.
В конце 1970-х годов — курсант Николаевской мореходной школы, в 1980-х годах — служил в ВМФ Севастополя.
В 1994 году — окончил Харьковский государственный университет имени А. М. Горького, а в 2002 году — Одесский региональный институт государственного управления Украинской академии государственного управления при президенте Украины.
С 2014 года — заведующий кафедрой лекарственных и эфиромасличных культур факультета агротехнологий и землеустройства ФГБОУ ВО «Уральский государственный аграрный университет» (по совместительству).
С 2016 года — директор НИИ сельского хозяйства Крыма.
В 2022 году — избран членом-корреспондентом РАН от Отделения сельскохозяйственных наук.

## Научная деятельность
Специалист в области общего земледелия, мелиорации и водного хозяйства.
Под его руководством крымские селекционеры добились больших успехов в выведении новых сортов эфиромасличных и лекарственных растений, в создании новых сортов пшеницы с учётом климатических особенностей региона, в области овощеводства и т. д.

## Награды
- Медаль ордена «За заслуги перед Отечеством» II степени (28 ноября 2022 года) — за заслуги в области здравоохранения и многолетнюю добросовестную работу[1]
- Заслуженный работник агропромышленного комплекса Крыма